# Bohumil Kučera (1874–1921)
Bohumil Kučera (22. března 1874 Semily – 16. dubna 1921 Praha) byl český fyzik.

## Život
Narodil se v Semilech jako syn Václava Kučery a Anny rozené Čihákové z Jilemnice. Vystudoval fyziku na Univerzitě Karlově v Praze a byl prvním vědcem v českých zemích zkoumajícím nově objevené účinky radioaktivity. V roce 1912 se stal profesorem experimentální fyziky na Univerzitě Karlově. Jako vůbec první studoval kapky rtuťovou kapkovou elektrodu k přesnému měření povrchového napětí (popsáno v knize Zur Oberflächenspannung polarisiertem von Quecksilber, 1903). Jeho habilitační práce byla základem pro objev polarografie Jaroslavem Heyrovským.
Zemřel kvůli svému bohémskému životnímu stylu.[zdroj?] Zemřel na nedomykavost chlopní aorty a degeneraci srdce. Pohřben byl na Olšanských hřbitovech.

## Dílo
- O záření radioteluru (1906) publikováno německy v Physikalische Zeitschrift 15. V. 1906, ročník 7. Tři samostatné a obsáhlé části. Dílo zaujalo současné vědce včetně Marie Curie Sklodowslé
- Nástin geometrické optiky a základů fotometrie (1915). Dostupné online
- Základy mechaniky tuhých těles (1921). Dostupné online